# مصحف مشهد رضوی

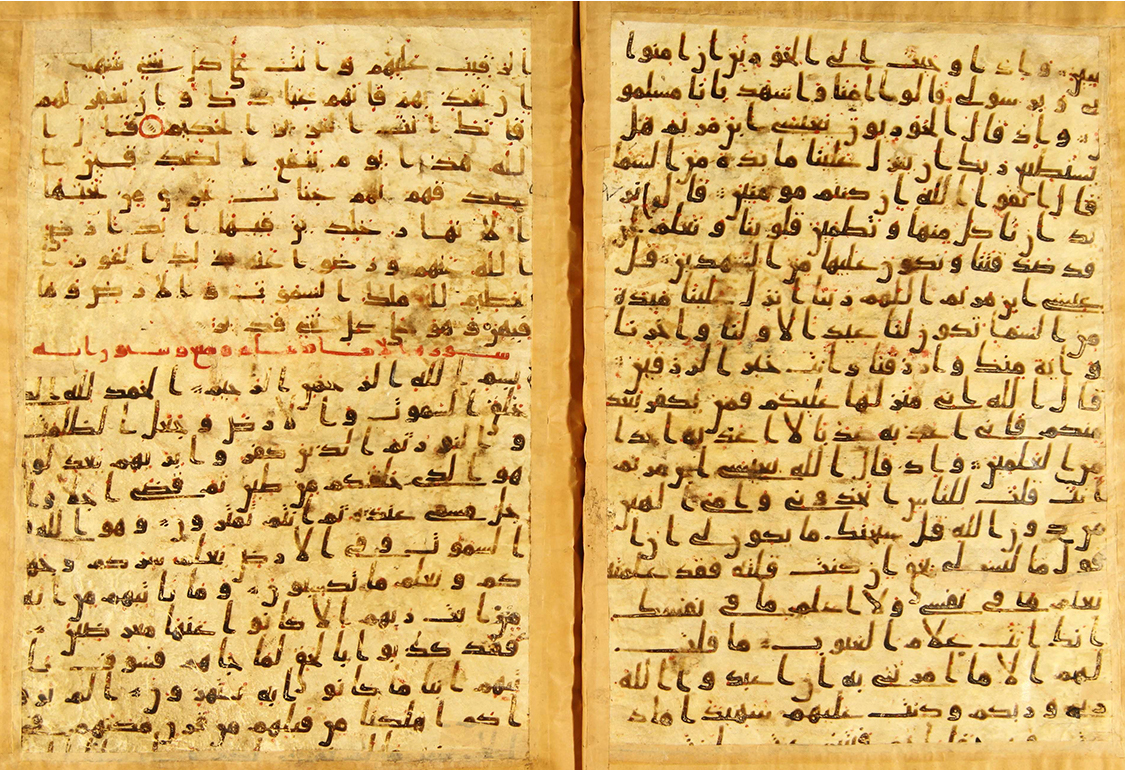
مصحف مشهد رضوی، شماره ۱۸, صفحه ۵۰ راست، 49v

مصحف مشهد رضوی یا کدکس مشهد یک نبشته قدیمی قرآن است که در حال حاضر عمدتاً در دو نسخه خطی به شماره‌های ۱۸ و ۴۱۱۶ در کتابخانه استان قدس مشهد، ایران نگهداری می‌شود. نسخه اول در ۱۲۲ و نسخه دوم در ۱۲۹ ورق با هم بیش از ۹۰ درصد متن قرآن را تشکیل می‌دهند. نبشته کنونی در دو جلد مجزا به شماره‌های ۱۸ و ۴۱۱۶ نگهداری می‌شود. اولی شامل نیمه اول قرآن، از آغاز تا پایان سوره هجدهم، الکهف است، در حالی که دومی شامل نیمه دوم، از اواسط سوره بیستم، طه، تا پایان قرآن است. هر دو قسمت از مصحف مشهد تا حدی با قطعاتی از قرآن‌های کوفی متأخر و گاهی با دست‌نوشته‌های امروزی تصحیف و تکمیل شده است.
مصحف مشهد تقریباً تمام عناصر و ویژگی‌های قدیمی‌ترین منشورهای قرآنی شناخته شده را دارد. از جمله: جلدهای دوگانه بدنه اصلی به خط حجازی یا معیل نوشته شده است و تنها نسخه خطی حجازی به صورت عمودی در ایران است. مانند تمام مصحف‌های حجازی باستانی، مصحف مشهد حاوی قرائت‌های گوناگون، تفاوت‌های منطقه‌ای قرآنی، ویژگی‌های املایی و اشتباهات نسخه‌نویسان است که تا حدی توسط دست‌های بعدی تصحیح شده است. خط و املای این مصحف مواردی از قواعد باستانی و هنوز کاملاً شناخته‌نشده را نشان می‌دهد که در ویژگی‌های املایی مختلف نمایان می‌شود. تذهیب و زینت حتی در سربندهای سوره یافت نمی‌شود. بلکه برخی از تقسیم‌کننده‌های خام سوره‌ها بعداً اضافه شده‌اند.
خط این نسخه خطی شبیه نبشته M a VI 165 در توبینگن (آلمان)، Codex Arabe 331 در کتابخانه ملی فرانسه، و Codex Wetzstein II 1913 در کتابخانه دولتی برلین است. تاریخ گذاری ترکیبی رادیوکربن این دست نوشته‌ها به قرن هفتم میلادی (اول هجری) اشاره دارد.

## تبارشناسی
مصحف مشهد در قرن هفتم میلادی (اول هجری) در مدینه یا کوفه به صورت درشت (تقریباً ۵۰×۳۵ سانتی‌متر) روی کاغذ نوشته شده است. احتمالاً چندین دهه در کوفه باقی مانده بود تا اینکه به منطقه خراسان منتقل شد و در نیشابور توسط علما و قاریان قرآن نگهداری می‌شده است. چند قرن بعد، مالک وقت در ابتدای نسخه وقف‌نامه‌ای تنظیم کرد و آن را وقف حرم علی بن موسی الرضا کرد. طبق قباله، در آن زمان مصحف شامل دو جلد مجزا بود که به صورت یک جلد صحافی شده بودند.

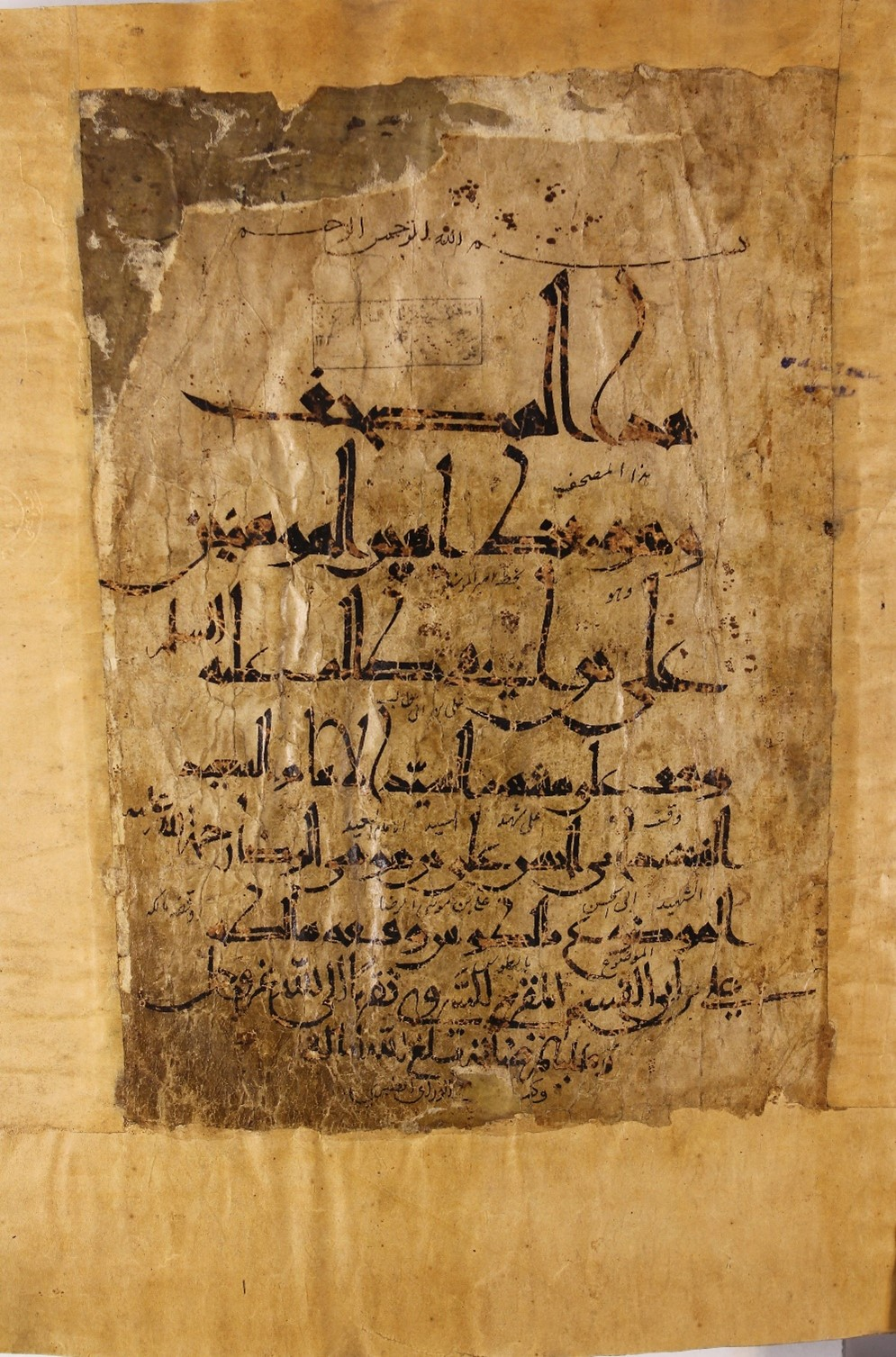
از وقفنامه ابتدای نسخه ۱۸ که در آخر سوره کهف به خط واقف تکرار شده است، چنین برداشت می‌شود که این اثر در دو جلد مجزا در اواخر ۵ یا اوایل سده ۶ هجری قمری وقف حرم امام رضا شده است.

از آن زمان به مدت نه قرن، این دو بخش به شماره‌های ۱۸ و ۴۱۱۶ در کتابخانه آستان قدس مشهد نگهداری می‌شود. از طریق مطالعات علمی فشرده در دهه‌های اخیر، جایگاه استثنایی مصحف مشهد در میان دیگر نسخه‌های خطی اولیه قرآنی که در آن‌جا نگهداری می‌شد آشکار شده است.
مانند تمام نسخه‌های خطی اولیه، مصحف مشهد به‌طور همزمان حاوی چندین قرائت (انواع قرائات قرآن) است، بدون اینکه به‌طور منظم تنها یکی از آن‌ها را دربرداشته باشد. با این حال، هفت نوع قرائت منسوب به هفت قاری، که از قرن ۴ هجری (۱۰ میلادی) به این سو رایج بوده‌اند، به ندرت در نسخه‌های خطی قرآنی دو قرن اول اسلامی مشهود است. به عبارتی استاندارد قرائت‌های هفت‌گانه از قرن ۴ هجری به بعد رواج یافته است. اما در قدیمی‌ترین نسخه‌های خطی، ما با تفاوت‌های جغرافیامحور مواجه هستیم که مصاحف امصار (ج. مصر که در عربی به معنای شهر است) نامیده می‌شوند. در مصحف‌های کهن تغییرات یا تفاوت‌هایی بین سنت‌های منطقه‌ای (مکه، مدینه، کوفه، بصره، دمشق) وجود دارد؛ تفاوت‌هایی در حروف و نقطه‌گذاری که لزوماً به یک قاری مشهور خاص یا قرائت یکی از صحابه پیامبر (ص) منتسب نیست.

### ردپای قرائت ابن مسعود
در حالی که متن کنونی به ترتیب رسمی (عثمانی) سوره‌های قرآن پایبند است، ویژگی قابل توجه این مصحف، حفظ گزارش متمایز مصحف ابن مسعود از ترتیب سوره‌هاست؛ بازمانده نادری که یک ترتیب کهن جایگزین را به نمایش می‌گذارد. مصحف مشهد، در قرون بعدی، برای انطباق با ترتیب عثمانی بازتنظیم شده است.

### عناوین سوره‌ها
این نسخه خطی عناوینی را برای سوره‌ها به نمایش می‌گذارد که به‌طور کامل با نام‌گذاری سنتی اسلامی همخوانی ندارد، که نشان‌دهنده قراردادهای نام‌گذاری منطقه‌ای یا اضافات بعدی است.

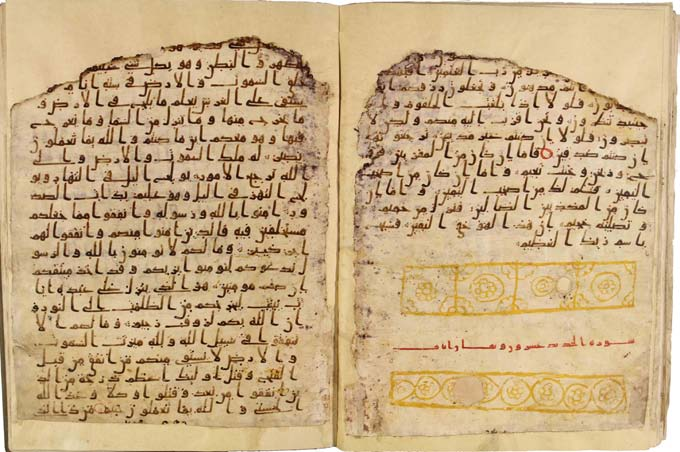
از آنجایی که در قرن‌های بعد، ارائه‌های رسمی متن قرآن به دنبال نسخه عثمانی در سراسر جهان اسلام شد، ترتیب سوره‌ها در مصحف مشهد به گونه‌ای بازسازی شد که با توالی متعارف مطابقت داشته باشد.

### تاریخ‌گذرای
دیرینه نگاری نشان داد که ویژگی‌های املایی در این رمزنامه نمی‌تواند در اواسط قرن دوم هجری یا بعد از آن رایج باشد، زیرا برخی از انواع املایی فقط در قرن اول به اثبات رسیده است.
برای تاریخ‌گذاری رادیوکربن، نمونه‌هایی در تاریخ ۲۱ ژانویه ۲۰۲۰ از نسخه‌های خطی ۱۸ و ۴۱۱۶ گرفته شد و برای تجزیه و تحلیل به آزمایشگاه‌های مختلف فرستاده شد. در مجموع هشت آزمایش در آزمایشگاه دانشگاه آریزونا (و دوباره در جورجیا)، آزمایشگاه ETH زوریخ در سوئیس، و آزمایشگاه ORAU آکسفورد انجام شد. این تعداد از آزمایش‌ها برای یک نسخه خطی قرآنی بی‌سابقه است.

### نسخه فاکسیمیله
نسخه فاکسیمیله مصحف مشهد در سال‌های ۲۰۲۲–۲۰۲۳ منتشر شد که تصویر نسخه‌های خطی اصلی را با کیفیت بالا همراه با حاشیه‌نویسی‌های گسترده و علمی ارائه می‌کرد. هدف این کتاب تسهیل دسترسی بیشتر به این سند است.

## بررسی انتقادی
انتشار و مطالعه تفصیلی مصحف مشهد رضوی با اقبال قرآن پژوهان سراسر جهان مواجه شده است. بسیاری از صاحب نظران در این زمینه تحقیقات دقیق و اهمیت این نسخه خطی را برای درک تاریخ اولیه انتقال قرآن ستوده‌اند.
سید علی سیستانی در تاریخ ۵ دسامبر ۲۰۲۳ ارائه‌ای در مورد مصحف مشهد دریافت کرد. بر اساس گزارش‌ها، وی از تلاش برای حفظ و مطالعه این گونه نسخ خطی به ویژه نسخه‌های منسوب به ائمه شیعه قدردانی کرد و ابراز امیدواری کرد که این کار ادامه یابد.
مایکل کوک، محقق تاریخ اسلام در دانشگاه پرینستون، کار انجام شده بر روی مصحف مشهد را ستود و اظهار داشت که این «نمایش کلیدی در تاریخ ناشناخته رابطه بین متن استاندارد و متن‌های جایگزین‌شده است».
به همین ترتیب، فرانسوا دروش، کارشناس فرانسوی در نسخه‌شناسی اسلامی، اهمیت مصحف مشهد را برجسته می‌کند و خاطرنشان می‌کند که «نسخه دکتر کریمی‌نیا دانش ما را در مورد انتقال متن قرآن و به‌طور کلی‌تر، تاریخ آن غنی می‌کند. وضعیت نسخه خطی، با بیش از ۹۵ درصد متن، استدلال جدیدی برای اثبات این است که متن قرآن در دوران بسیار اولیه، به خوبی ساخته شده است.»
نیکولای سینای، استاد آلمانی مطالعات اسلامی در دانشگاه آکسفورد، انتشار فاکسیمیله مصحف مشهد را «شاهکاری پیشگامانه در زمینه نسخ خطی چند جانبه» خواند. وی در ادامه افزود: «کاربر این نسخه تولید شده بسیار عالی، احساس می‌کند که بدون محدودیت به یک نسخه خطی قرآنی باستانی دسترسی پیدا می‌کند در حالی که به یک عینک دیجیتال پیچیده نگاه می‌کند که متن را با لایه‌های مختلف اطلاعات تکمیلی و علمی تکمیل و تجزیه و تحلیل می‌کند."
النور سلارد (همکار دیرین‌شناسی و نسخه‌شناسی عربی در کالج دو فرانس) در حساب X خود خاطرنشان کرد که کار کریمی‌نیا «یکی از درخشان‌ترین کمک‌ها به مطالعه نسخه‌های خطی قرآن در سال‌های اخیر است.».